# Rhynchospora brasiliensis
Rhynchospora brasiliensis är en halvgräsart som beskrevs av Johann Otto Boeckeler. Rhynchospora brasiliensis ingår i släktet småag, och familjen halvgräs. Inga underarter finns listade i Catalogue of Life.